# 四(三苯基膦)钯
四(三苯基膦)钯是一种分子式为Pd[P(C6H5)3]4的化合物，常简写为Pd(PPh3)4，或PdP4。它是一种亮黄色的晶型固体，暴露于空气中会慢慢变成棕色。

## 结构与性质
四个P原子以正四面体的几何形态围绕在零价钯原子中心上。其结构是典型的符合18e的四配位配合物。
这种类型的配合物还有诸如：Ni(PPh3)4与Pt(PPh3)4。这种配合物在溶液中可以可逆的解离PPh3，释放16电子的M(PPh3)3。因此在化学反应中实际参与的是Pd(PPh3)4解离产生的Pd(PPh3)3或Pd(PPh3)2。

## 制备
四(三苯基膦)钯最早由Lamberto Malatesta小组于1960年在米兰发现，当初该化合物通过氯钯酸钠和肼在膦的存在下发生还原反应生成。
这种化合物是商业市售的，可通过二价钯的化合物前体通过两步反应得到：
PdCl2  +  2 PPh3   →   顺式-PdCl2(PPh3)2
顺式-PdCl2(PPh3)2  +  2 PPh3  +  2.5 N2H4  →  Pd(PPh3)4  +  0.5 N2  +  2 N2H5+Cl-
两步可通过一锅合成法进行，中间体顺式-PdCl2(PPh3)2不需要分离与纯化。
肼可以替换为其他的还原剂。该化合物对空气敏感，粗品可通过甲醇洗涤得到较纯的黄色粉末，该化合物常常储存于氩气氛围中。

## 应用
Pd(PPh3)4被广泛的应用于钯催化偶联反应中的催化剂。
其中最重要的应用包括在Heck反应、Suzuki偶联、Stille反应、Sonogashira偶联反应和Negishi偶联。这些偶联反应过程都是开始于两次连续的配体解离过程，继而发生芳基卤代烃对于零价钯原子中心的氧化加成：
Pd(PPh3)4 + ArBr → PdBr(Ar)(PPh3)2 + 2 PPh3